# 合口镇
合口镇，是中华人民共和国湖南省常德市临澧县下辖的一个乡镇级行政单位。

## 行政区划
合口镇下辖以下地区：
大兴街社区、中横街社区、三元口社区、白鹤社区、管渡社区、群丰社区、黄陵村、富强村、芭茅村、兴隆村、澧阳村、龙池村、大云村、龙家溪村、回龙村、金龙村、金岗村、三合村、陈湖村、砚水堰村、楠桥村、坪水村、人参村、菖蒲村、龙岗村、双堰村和大堰村。